# Forró (Hongarije)
Forró is een plaats (község) en gemeente in het Hongaarse comitaat Borsod-Abaúj-Zemplén. Forró telt 2398 inwoners (2001).